# Đoàn Thanh niên Nhân dân Cách mạng Hồ Chí Minh
Đoàn Thanh niên Nhân dân Cách mạng Hồ Chí Minh là tổ chức thanh niên của Đảng Nhân dân Cách mạng Việt Nam, hoạt động từ 1962 đến 1976. Đây là một trong những tổ chức tiền thân của Đoàn Thanh niên Cộng sản Hồ Chí Minh.

## Lịch sử
Sau Phong trào Đồng khởi (1959 - 1960), phạm vi kiểm soát của các tổ chức thân Đảng Lao động Việt Nam được mở rộng, Mặt trận Dân tộc Giải phóng miền Nam Việt Nam ra đời (20 tháng 12 năm 1960) đã tạo điều kiện thuận lợi cho phong trào thanh thiếu niên phát triển mạnh mẽ. Vào năm 1962, Đảng Nhân dân Cách mạng Việt Nam được thành lập và tổ chức mang tên Đoàn Thanh niên Nhân dân Cách mạng Việt Nam cũng ra đời nhằm liên kết mọi hội nhóm thanh niên hoạt động dưới ngọn cờ duy nhất.
Đến năm 1973, tổ chức này được đổi tên thành Đoàn Thanh niên Nhân dân Cách mạng Hồ Chí Minh nhân dịp kỷ niệm ngày sinh của lãnh tụ Hồ Chí Minh. Đoàn Thanh niên Nhân dân Cách mạng Hồ Chí Minh tồn tại cho đến năm 1976 thì sáp nhập với Đoàn Thanh niên Lao động Hồ Chí Minh (Việt Nam Dân chủ Cộng hòa) thành Đoàn Thanh niên Cộng sản Hồ Chí Minh. Trụ sở ban đầu của tổ chức đặt tại khu rừng Chàng Riệc, xã Tân Lập, huyện Tân Biên, tỉnh Tây Ninh (1962 - 1975), sau đó chuyển về Sài Gòn (1975 - 1976).

### Tên gọi
- 1962 - 1973: Đoàn Thanh niên Nhân dân Cách mạng Việt Nam[4]
- 1973 - 1976: Đoàn Thanh niên Nhân dân Cách mạng Hồ Chí Minh[4]

### Bài ca chính thức
- Lên đàng (sáng tác của Lưu Hữu Phước)

### Một số nhân vật tiêu biểu
- Trần Bạch Đằng: Chủ tịch Đoàn.

### Kết thúc
Sau Đại hội đại biểu toàn quốc lần thứ IV của Đảng Cộng sản Việt Nam, tháng 12 năm 1976, Đoàn Thanh niên Nhân dân Cách mạng Hồ Chí Minh hợp nhất với Đoàn Thanh niên Lao động Hồ Chí Minh thành Đoàn Thanh niên Cộng sản Hồ Chí Minh.